# Sigma Boötis
Sigma Boötis (28 Boötis) é uma estrela na direção da constelação de Boötes. Possui uma ascensão reta de 14h 34m 40.69s e uma declinação de +29° 44′ 41.3″. Sua magnitude aparente é igual a 4.47. Considerando sua distância de 50 anos-luz em relação à Terra, sua magnitude absoluta é igual a 3.52. Pertence à classe espectral F3Vwvar.